# Nico Ehrenteit
Nico Ehrenteit (* 1989 Anm. in Berlin) ist ein deutscher Schauspieler.

## Leben

### Ausbildung
Nico Ehrenteit, in Berlin-Köpenick geboren, wuchs am östlichen Rand Berlins, in Friedrichshagen und im Ortsteil Hessenwinkel auf. Er besuchte die Bölsche-Schule in Berlin-Friedrichshagen. Bereits frühzeitig interessierte er sich für Bildende Kunst und begleitete seine Eltern zu Museumsbesuchen und Ausstellungen. Als Jugendlicher trat er im Jugendclub des Stadttheaters Cöpenick auf. Im Alter von 15 Jahren bestand er die Aufnahmeprüfung an einer privaten Schauspielschule und verließ mit 16 Jahren die Schule. Seine Schauspielausbildung absolvierte er an der Berliner Schule für Schauspiel.

### Theater
Seine ersten Theatererfahrungen sammelte er u. a. in der Urania Berlin und beim Jungen Deutschen Theater. Er spielte außerdem in verschiedenen Produktionen der Volksbühne Berlin.
In der Spielzeit 2013/14 gastierte er am Mainfranken Theater Würzburg als Mios Kumpel Jum-Jum im Weihnachtsstück Mio, mein Mio. In der Spielzeit 2014/15 gastierte er am Vorarlberger Landestheater als Lysander in der Shakespeare-Komödie Ein Sommernachtstraum in einer Inszenierung von Alexander Kubelka. Weitere Engagements hatte er am Ernst-Deutsch-Theater (2014) und an den Münchner Kammerspielen (2015).
2016 spielte er die Rolle des Räubers Spiegelberg, und war zugleich der Erzähler, in Matthias Hartmanns multimedialer Inszenierung von Schillers Frühwerk Die Räuber am Salzburger Landestheater und am Volkstheater Wien. In der Spielzeit 2016/17 trat er am Staatstheater Karlsruhe als Prinz Wilhelm in dem Märchenstück Schneeweißchen und Rosenrot auf. Seit 2017 ist er in der Inszenierung »Das Ende von Eddy« im Theater an der Parkaue zu sehen. 2018 gastierte er am Theater an der Ruhr in einer Bühnenfassung der Novelle Die Marquise von O.... von Heinrich von Kleist. In der Spielzeit 2019/20 trat er am Theater Koblenz in Wein und Brot nach dem Roman von Ignazio Silone auf.

### Kino und Fernsehen
Ehrenteit stand außerdem für diverse Kino- und Fernsehproduktionen vor der Kamera. In dem Kurzfilm Fünf Minuten Freundschaft, der 2015 beim Filmfest Biberach lief, spielte er einen DDR-Grenzsoldaten. Der Kurzfilm So schön wie du (2014) der österreichischen Regisseurin Franziska Pflaum, mit Ehrenteit in einer Nebenrolle als Dorfjugendlicher Daniel, wurde 2014 mit dem Deutschen Kurzfilmpreis ausgezeichnet.
Sein TV-Debüt hatte Ehrenteit 2012 in der ZDF-Serie SOKO Wismar. Im April 2015 war er in dem ARD-Fernsehfilm Aus der Kurve in einer Hauptrolle zu sehen; er spielte den „durchgeknallten“ Chris, der gemeinsam mit seinem „stillen“ Freund Tom (Andreas Helgi Schmid) in Frankfurt einen Fahrradladen eröffnet.
2014 erhielt Ehrenteit die Einladung zu einem Casting für Steven Spielbergs Agententhriller Bridge of Spies – Der Unterhändler, in der er zunächst einen DDR-Spitzel verkörpern sollte. Die ursprünglich vorgesehene Rolle erhielt Ehrenteit nicht, jedoch wurde er auf Spielbergs Wunsch in einer anderen, größeren ausgebauten Rolle als ostdeutscher Jugendlicher neben Tom Hanks besetzt. In der französischen Kino-Produktion L’origine de la violence (2016) spielte er unter der Regie von Élie Chouraqui den KZ-Wärter und Kapo Müller. In dem Filmdrama Persischstunden des oscarnominierten Regisseurs Vadim Perelman, das 2020 bei den Internationalen Filmfestspielen in Berlin seine Premiere hatte, verkörperte er den SS-Obersturmführer Krupp. Außerdem gehörte er in der Rolle des Marco zur Besetzung von Sabrina Sarabis Filmdrama Niemand ist bei den Kälbern, das im August 2021 beim Locarno Film Festival seine Premiere hatte. In dem österreichischen Spielfilm Mermaids Don’t Cry (2022), der im Rahmen der Internationalen Hofer Filmtage seine Uraufführung hatte, spielte Ehrenteit, an der  Seite von Stefanie Reinsperger, den One-Night-Stand Marc der Mermaiding-Enthusiastin Annika. Ehrenteit wirkte in Rosa von Praunheims Film Satanische Sau (2025) mit.
Regelmäßig übernahm Ehrenteit Episodenrollen in diversen Krimiserien, u. a. in den SOKO-Formaten des ZDF. Außerdem spielte er in der Sky-Produktion Das Boot (2018) und in der Netflix-Serie Undercover (2019). In der 26. Staffel der TV-Serie In aller Freundschaft (2023) war er in einer dramatischen Episodenhauptrolle als Mukoviszidose-Patient Marcus Kraftic zu sehen.

### Privates
In einem im Februar 2021 im SZ-Magazin veröffentlichten Interview outete sich Ehrenteit gemeinsam mit 185 lesbischen, schwulen, bisexuellen, queeren, nicht-binären und trans* Schauspielern. Gemeinsam mit Eva Meckbach und Karin Hanczewski initiierte er die Initiative #actout, um in der Gesellschaft mehr Akzeptanz zu gewinnen und um in seiner Branche mehr Anerkennung in Film, Fernsehen und auf der Bühne zu fordern. Ehrenteit lebt in Berlin.

## Filmografie (Auswahl)
- 2012: SOKO Wismar: Schlechter Umgang (Fernsehserie, eine Folge)
- 2014: Fünf Minuten Freundschaft (Kurzfilm)
- 2014: So schön wie du (Kurzfilm)
- 2015: Atemlos (Kurzfilm)
- 2015: Aus der Kurve (Fernsehfilm)
- 2015: Bridge of Spies – Der Unterhändler (Kinofilm)
- 2016: Was kostet die Liebe? – Ein Großstadtmärchen (Fernsehfilm)
- 2016: L’origine de la violence (Kinofilm)
- 2016: Die Räuber (Theaterfilm)
- 2016: Deutschlands große Clans – Die C & A Story (Dokumentarfilm)
- 2016: Rentnercops: Der Kommissar (Fernsehserie, eine Folge)
- 2016: Ein gefährliches Angebot
- 2017: Der Mann im Fenster (Kurzfilm)
- 2017: Mustard Seed (Kurzfilm)
- 2018: Notruf Hafenkante: Dornröschen (Fernsehserie, eine Folge)
- 2018: Bettys Diagnose: Zweite Chance (Fernsehserie, eine Folge)
- 2018: SOKO Stuttgart: Goldene Zeit (Fernsehserie, eine Folge)
- 2018: SOKO Köln: Der Tote im Tank (Fernsehserie, eine Folge)
- 2018: SOKO Wismar: Tödliche Spiele (Fernsehserie, eine Folge)
- 2018: Nachtschicht – Es lebe der Tod (Fernsehreihe)
- 2019: Das Boot: Geheime Missionen (Fernsehserie, eine Folge)
- 2019: Undercover (Fernsehserie, zwei Folgen)
- 2020: Persischstunden (Kinofilm)
- 2020: SOKO Stuttgart: Das Feuermal (Fernsehserie, eine Folge)
- 2021: Niemand ist bei den Kälbern (Kinofilm)
- 2021: Notruf Hafenkante: Escape-Room (Fernsehserie, eine Folge)
- 2021: Jenseits der Spree: Der letzte Trip (Fernsehserie, eine Folge)
- 2021: SOKO Potsdam: Mord in g-Moll (Fernsehserie, eine Folge)
- 2022: Im Westen nichts Neues (Kinofilm)
- 2022: Mermaids Don’t Cry (Kinofilm)
- 2023: Ein starkes Team: Im Namen des Volkes (Fernsehreihe)
- 2023: In aller Freundschaft – Prinzip Hoffnung (Fernsehserie, eine Folge)
- 2024: In Liebe, Eure Hilde
- 2024: Blutige Anfänger: Schiffbruch (Fernsehserie, eine Folge)
- 2024: Die Ermittlung
- 2025: Satanische Sau